# Massif Karpenko
Massif Karpenko är en bergskedja i Antarktis. Den ligger i Östantarktis. Argentina och Storbritannien gör anspråk på området.